# Холодовщина (Зеньковский район)
Холодовщина (укр. Холодівщина) — село,
Пышненковский сельский совет,
Зеньковский район,
Полтавская область,
Украина.
Код КОАТУУ — 5321385309. Население по данным 1984 года составляло 20 человек.
Село ликвидировано в 2000 году .

## Географическое положение
Село Холодовщина находится на расстоянии в 1 км от села Саранчовка.
По селу протекает пересыхающий ручей с запрудой.

## История
- 2000 — село ликвидировано [1].
- В 1859 в хуторе Холодовском было 2 двора где жило 7 мужского и 8 женского пола[2]